# Monument et cimetière des libérateurs de Belgrade en 1806
Le monument et cimetière des libérateurs de Belgrade en 1806 (en serbe cyrillique : Споменик и гробље ослободилаца Београда 1806. године ; en serbe latin : Kuća Flašar) sont situés à Belgrade, la capitale de la Serbie, dans la municipalité urbaine de Vračar. Érigé en 1848, le monument, avec le cimetière, est inscrit sur la liste des biens culturels de la ville de Belgrade.

## Présentation
Le monument et cimetière des libérateurs de Belgrade, situés dans le Karađorđev park, se trouvent à l'emplacement exact du camp des insurgés serbes et du cimetière militaires des libérateurs de Belgrade, conduits par Karađorđe (Karageorges) en 1806. Le monument, situé à l'intérieur du cimetière a été érigé par le prince Alexandre Karađorđević, le fils de Karađorđe en 1848. Il fut à l'époque le premier monument de Belgrade élevé en mémoire d'un événement historique et le premier monument public.
Le parc, le cimetière et le monument constituent le seul témoignage préservé des insurgés serbes à Belgrade, lors de la prise de la ville en 1806. Du cimetière, qui occupait autrefois une grande partie du parc, ne subsistent aujourd'hui qu'une douzaine de pierres tombales, alignées lors de la reconstruction du parc. Le monument de 1848, quant à lui, est modeste, aussi bien sur le plan de la forme que de la décoration. Il mesure 547 cm  de haut et est constitué de pierres jaunes recouvertes de pierre artificielle. Des plaques de marbre ont été montées sur les côtés, avec une dédicace et un texte sur la rénovation du monument en 1889.